# Caterham F1
Caterham F1 Team byl tým formule 1 patřící automobilce Caterham. Formule 1 se účastnil v letech 2010 až 2014. V sezóně 2010 byl znám jako Lotus Racing a jeho jezdci byli Jarno Trulli a Heikki Kovalainen. V roce 2011 byl přejmenován na Team Lotus, stálí jezdci nebyli vyměněni, přestože za tým také závodil Karun Chandhok, který v jednom závodě vystřídal Jarna Trulliho. Kvůli sporům s týmem Lotus Renault a dohadováním, kdo ponese značku Lotus v názvu týmu, si tým změnil jméno i na sezónu 2012. Za tým Caterham v roce 2012 závodili Heikki Kovalainen a Vitalij Petrov. Pro rok 2013 byla jezdecká sestava kompletně vyměněna a závodními jezdci se stali Charles Pic a Giedo van der Garde, kteří byli rovněž nahrazeni pro rok 2014 jezdeckou dvojicí Marcus Ericsson a Kamui Kobajaši. Po sezóně tým pro finanční potíže ukončil činnost.

## Kompletní výsledky ve Formuli 1
| Legenda k tabulce | Legenda k tabulce                                                                       |
| Barva             | Výsledek                                                                                |
| ----------------- | --------------------------------------------------------------------------------------- |
| Zlatá             | Vítěz                                                                                   |
| Stříbrná          | 2. místo                                                                                |
| Bronzová          | 3. místo                                                                                |
| Zelená            | Bodované umístění                                                                       |
| Modrá             | Nebodované umístění                                                                     |
| Modrá             | Dokončil neklasifikován (NC)                                                            |
| Fialová           | Odstoupil (Ret)                                                                         |
| Červená           | Nekvalifikoval se (DNQ)                                                                 |
| Červená           | Nepředkvalifikoval se (DNPQ)                                                            |
| Černá             | Diskvalifikován (DSQ)                                                                   |
| Bílá              | Nestartoval (DNS)                                                                       |
| Bílá              | Závod zrušen (C)                                                                        |
| Světle modrá      | Pouze trénoval (PO)                                                                     |
| Světle modrá      | Páteční testovací jezdec (TD)                                                           |
| Bez barvy         | Netrénoval (DNP)                                                                        |
| Bez barvy         | Vyřazen (EX)                                                                            |
| Bez barvy         | Nepřijel (DNA)                                                                          |
| Bez barvy         | Odvolal účast (WD)                                                                      |
| Bez barvy         | Nezúčastnil se (prázdné)                                                                |
| Označení          | Význam                                                                                  |
| Tučnost           | Pole position                                                                           |
| Kurzíva           | Nejrychlejší kolo                                                                       |
| †                 | Jezdec nedojel do cíle, ale byl klasifikován, protože odjel více než 90 % délky závodu. |
| ‡                 | Byl udělován poloviční počet bodů, protože bylo odjeto méně než 75 % délky závodu.      |
| Horní index       | Umístění bodujících jezdců ve sprintu                                                   |

| Rok  | Šasi | Motor                           | Pneu | Jezdci              | 1   | 2   | 3   | 4   | 5   | 6   | 7   | 8   | 9   | 10  | 11  | 12  | 13  | 14  | 15  | 16  | 17  | 18  | 19  | 20  | Body | Umístění  |
| ---- | ---- | ------------------------------- | ---- | ------------------- | --- | --- | --- | --- | --- | --- | --- | --- | --- | --- | --- | --- | --- | --- | --- | --- | --- | --- | --- | --- | ---- | --------- |
| 2012 | CT01 | Renault RS27-2012 2.4 V8        | P    |                     | AUS | MAL | CHN | BHR | ESP | MON | CAN | EUR | GBR | GER | HUN | BEL | ITA | SIN | JPN | KOR | IND | ABU | USA | BRA | 0    | 10. místo |
| 2012 | CT01 | Renault RS27-2012 2.4 V8        | P    | Heikki Kovalainen   | Ret | 18  | 23  | 17  | 16  | 13  | 18  | 14  | 17  | 19  | 17  | 17  | 14  | 15  | 15  | 17  | 18  | 13  | 18  | 14  | 0    | 10. místo |
| 2012 | CT01 | Renault RS27-2012 2.4 V8        | P    | Vitalij Petrov      | Ret | 16  | 18  | 16  | 17  | Ret | 19  | 13  | DNS | 16  | 19  | 14  | 15  | 19  | 17  | 16  | 17  | 16  | 17  | 11  | 0    | 10. místo |
| 2013 | CT03 | Renault RS27-2013 2.4 V8        | P    |                     | AUS | MAL | CHN | BHR | ESP | MON | CAN | GBR | GER | HUN | BEL | ITA | SIN | KOR | JPN | IND | ABU | USA | BRA |     | 0    | 11. místo |
| 2013 | CT03 | Renault RS27-2013 2.4 V8        | P    | Charles Pic         | 16  | 14  | 16  | 17  | 17  | Ret | 18  | 15  | 17  | 15  | Ret | 17  | 19  | 14  | 18  | Ret | 19  | 20  | Ret |     | 0    | 11. místo |
| 2013 | CT03 | Renault RS27-2013 2.4 V8        | P    | Giedo van der Garde | 18  | 15  | 18  | 21  | Ret | 15  | Ret | 18  | 18  | 14  | 16  | 18  | 16  | 15  | Ret | Ret | 18  | 19  | 18  |     | 0    | 11. místo |
| 2014 | CT05 | Renault Energy F1-2014 1.6 V6 t | P    |                     | AUS | MAL | BHR | CHN | ESP | MON | CAN | AUT | GBR | GER | HUN | BEL | ITA | SIN | JPN | RUS | USA | BRA | ABU |     | 0    | 11. místo |
| 2014 | CT05 | Renault Energy F1-2014 1.6 V6 t | P    | Marcus Ericsson     | Ret | 14  | Ret | 20  | 20  | 11  | Ret | 18  | Ret | 18  | Ret | 17  | 19  | 15  | 17  | 19  |     |     |     |     | 0    | 11. místo |
| 2014 | CT05 | Renault Energy F1-2014 1.6 V6 t | P    | Will Stevens        |     |     |     |     |     |     |     |     |     |     |     |     |     |     |     |     |     |     | 17  |     | 0    | 11. místo |
| 2014 | CT05 | Renault Energy F1-2014 1.6 V6 t | P    | Kamui Kobajaši      | Ret | 13  | 15  | 18  | Ret | 13  | Ret | 16  | 15  | 16  | Ret |     | 17  | DNS | 19  | Ret |     |     | Ret |     | 0    | 11. místo |
| 2014 | CT05 | Renault Energy F1-2014 1.6 V6 t | P    | André Lotterer      |     |     |     |     |     |     |     |     |     |     |     | Ret |     |     |     |     |     |     |     |     | 0    | 11. místo |